# Фирус, Лиам
Лиам Фирус (англ. Liam Firus, встречается также написание Файрус; род. 2 июля 1992, Ванкувер, Канада) — канадский фигурист, выступающий в одиночном разряде. Вице-чемпион Канады (2016), обладатель двух бронзовых медалей на этапах юниорского Гран-при, участник Олимпийских игр в Сочи.
По состоянию на 2 октября 2017 года занимает 52-е место в рейтинге Международного союза конькобежцев (ИСУ).

## Биография
Фирус впервые встал на коньки в 1999 году, поначалу став заниматься хоккеем с шайбой, как и многие другие спортсмены мужского одиночного катания. Когда ему было девять, мать записала его в клуб «CanSkate» ввиду его страстного увлечения этим видом спорта. Однако в 2002-м Лиам переориентировался на фигурное катание.
Родился и занимается фигурным катанием в северном Ванкувере, провинция Британская Колумбия. Ранее тренировался у Скотта Дэвиса и Рода Мэкки, в настоящее же время тренируется у Парка Пиллея, его хореографы — Лорна Бауэр и Кристин Хайглер. Наибольшее зафиксированное время тренировок — 23 часа в неделю, наименьшее — 20 часов в неделю.
В настоящее время учится на дневном отделении Университета Капилано, изучает деловое администрирование. В хобби Фируса входят футбол и катание на лыжах.

## Карьера

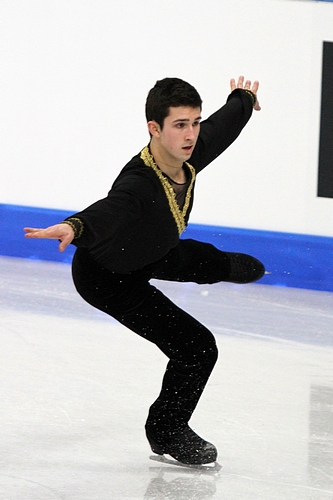
В произвольной на юниорском ЧМ-2012

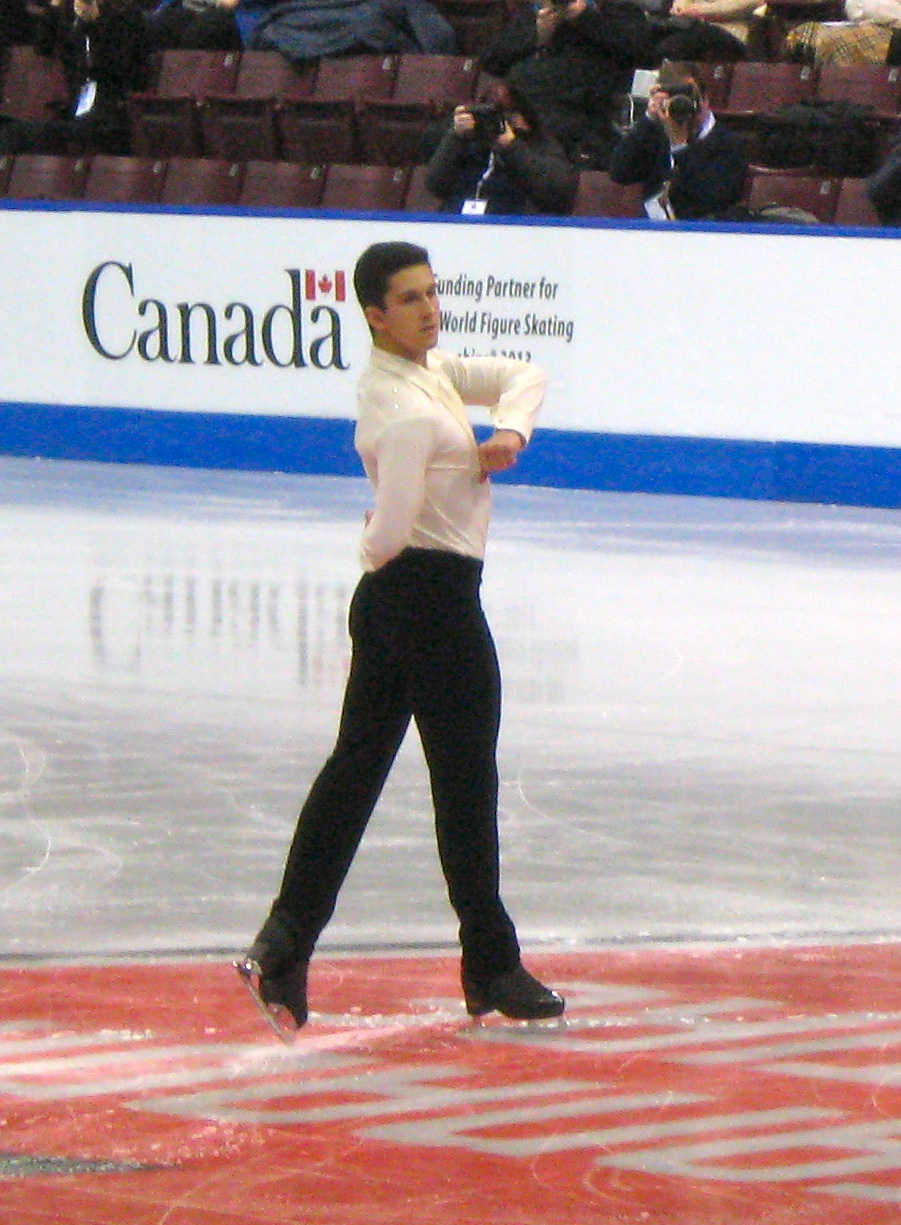
На чемпионате Канады 2013

Первое его выступление на международных турнирах состоялось в октябре 2007 года, на турнире «Merano Cup», на котором он, состязаясь на уровне «Новичок» (англ. Novice level), победил. В сезоне 2008-2009 перебрался на юниорский уровень. В следующем сезоне выиграл юниорский чемпионат Канады, однако не принял участие на чемпионате мира того года.
В сезоне 2010—2011 состоялся его дебют на взрослом чемпионате Канады. Заняв на этом турнире 6-ю позицию с общим результатом 185,40, он получил право участвовать на чемпионате мира среди юниоров, где финишировал лишь на 20-й строчке.
Сезон 2011-2012 Фирус начал весьма успешно, завоевав бронзовую медаль на этапе юниорского Гран-при в городе Брисбен, Австралия. Затем участвовал на чемпионате Канады и, вновь став шестым с результатом 187,78, завоевал место на юниорском чемпионате мира. Там он остановился на 8-й строке.
На канадском чемпионате 2013 установил свой личный рекорд — 202, 41 балла. А на национальном турнире 2014 года набрал ещё бо́льшую сумму — 238,13 (78,93 за короткую, 159,20 за произвольную), что обеспечило ему третье место. Благодаря этому он смог участвовать на Зимних Олимпийских играх, где, однако, не сумел отобраться в финальный раунд.
В новом сезоне он вновь выиграл бронзовую медаль на национальном чемпионате и впервые дебютировал на чемпионате четырёх континентов в Сеуле. При том, что он оказался во второй десятке, однако улучшил свои спортивные достижения в короткой программе и сумме.
Новый сезон он начал в Финляндии на Finlandia Trophy где превзошёл свои спортивные достижения в произвольной программе и сумме..
Предолимпийский сезон канадский фигурист начал в Германии на турнире Небeльхорн, в сложной борьбе он после короткой программы был на третьем месте, но переволновался и неудачно выступил в произвольной программе; однако улучшил свои прежние спортивные достижения в короткой программе и сумме. В конце октября канадский фигурист выступал на домашнем этапе Гран-при в Миссиссоге, где на Кубке федерации Канады занял место в середине турнирной таблицы, при этом были улучшены прежние достижения в сумме и произвольной программе. В конце января в Оттаве состоялся очередной национальный чемпионат, на котором Фирус не сумел создать конкуренцию ведущим канадским одиночникам.
В сентябре канадский одиночник начал олимпийский сезон в Солт-Лейк-Сити, где на турнире U.S. International Figure Skating Classic выступил очень удачно, значительно улучшил все свои прежние спортивные достижения. При этом он финишировал с бронзовой медалью. В середине ноября выступил в Варшаве на Кубке города, на котором также финишировал на третьем месте. В конце ноября выступил на американском этапе Гран-при в Лейк-Плэсиде, где финишировал в середине турнирной таблицы. В начале 2018 года на национальном чемпионате он выступил не совсем удачно, став только восьмым.
В мае 2018 года объявил о завершении карьеры.

## Спортивные достижения

### После 2016 года
| Соревнования/Сезон           | 2016—2017 | 2017—2018 |
| ---------------------------- | --------- | --------- |
| Этап Гран-при: Skate Canada  | 9         |           |
| Этап Гран-при: Skate America |           | 8         |
| Nebelhorn Trophy             | 5         |           |
| U.S. Classic                 |           | 3         |
| Кубок Варшавы                |           | 3         |
| Чемпионаты Канады            | 7         | 8         |

### До 2016 года
| Результаты | Результаты              | Результаты              | Результаты              | Результаты              | Результаты              | Результаты              | Результаты              | Результаты              | Результаты              |
| На международном уровне | На международном уровне | На международном уровне | На международном уровне | На международном уровне | На международном уровне | На международном уровне | На международном уровне | На международном уровне | На международном уровне |
| Соревнования / Сезон | 2007-08                 | 2008-09                 | 2009-10                 | 2010-11                 | 2011-12                 | 2012-13                 | 2013-14                 | 2014-15                 | 2015-16                 |
| --- | ----------------------- | ----------------------- | ----------------------- | ----------------------- | ----------------------- | ----------------------- | ----------------------- | ----------------------- | ----------------------- |
| Зимние Олимпийские игры |                         |                         |                         |                         |                         |                         | 28                      |                         |                         |
| Чемпионаты Четырёх континентов |                         |                         |                         |                         |                         |                         |                         | 14                      | 13                      |
| Этап Гран-при: Skate Canada |                         |                         |                         |                         |                         | 10                      |                         | 11                      |                         |
| Небельхорн Трофи |                         |                         |                         |                         |                         |                         |                         | 9                       |                         |
| Finlandia Trophy |                         |                         |                         |                         |                         |                         |                         |                         | 7                       |
| Турнир «U.S. Classic» |                         |                         |                         |                         |                         | 8                       |                         |                         |                         |
| Золотой конёк Загреба |                         |                         |                         |                         |                         |                         |                         |                         | 8                       |
| На международном уровне (новичок, юниор)                                                                                           |                         |                         |                         |                         |                         |                         |                         |                         |                         |
| Чемпионаты мира среди юниоров |                         |                         |                         | 20                      | 8                       |                         |                         |                         |                         |
| JGP Australia |                         |                         |                         |                         | 3                       |                         |                         |                         |                         |
| JGP Austria |                         |                         |                         |                         | 11                      |                         |                         |                         |                         |
| JGP Belarus |                         |                         | 8                       |                         |                         |                         |                         |                         |                         |
| JGP Great Britain |                         |                         |                         | 3                       |                         |                         |                         |                         |                         |
| JGP Romania |                         |                         |                         | 5                       |                         |                         |                         |                         |                         |
| JGP Turkey |                         |                         | 7                       |                         |                         |                         |                         |                         |                         |
| Турнир «Merano Cup» | 1 N.                    |                         |                         |                         |                         |                         |                         |                         |                         |
| На национальном уровне |                         |                         |                         |                         |                         |                         |                         |                         |                         |
| Чемпионаты Канады |                         | 10 J.                   | 1 J.                    | 6                       | 6                       | 5                       | 3                       | 3                       | 2                       |
| GP = Гран-при; JGP = Этапы юниорского Гран-при; WD = Снялся с соревнований; Уровни: N. = уровень «Новичок»; J. = юниорский уровень |                         |                         |                         |                         |                         |                         |                         |                         |                         |